# 赤松悠実
赤松 悠実（あかまつ ゆうみ、1990年1月16日 - ）は、日本のタレント、ラジオパーソナリティ、女優。

## 来歴
奈良県出身。2歳上の姉がいる。
小学6年生のときに舞夢プロに所属。中学校への進学後、2004年から関西テレビの『りえむら』にレギュラー出演する。この番組で企画されたアイドルユニット・newnewのメンバーになり、その後継番組である『南パラZ!』が2009年3月に終了するまで同ユニットでの活動を続けた。また、高校在学中の2006年にはミスマガジン2006に出場し、セミファイナルにまで残った。同年からは、毎日放送のテレビドラマ『家族善哉』にもレギュラー出演した。
追手門学院大手前高校を卒業後、2008年4月に、関西大学社会学部へ進学。マス・コミュニケーション学を専攻し、2012年3月に卒業した。関西大学は『南パラZ!』で共演していた山里亮太（南海キャンディーズ）の卒業校でもあり、入学前にはOBである山里から受験に向けてのアドバイスを受けていた。
2021年1月12日、自身のラジオにて妊娠を発表。
2021年6月11日、第1子の男児を出産。
2021年5月31日、舞夢プロとの契約を終了し、フリーに転身。

## 人物
エフエム大阪のラジオ番組『赤maru』では下品で赤裸々な下ネタ好きで知られ、在庫を大量に抱えているにもかかわらずステッカーを出さない事で知られる。

## 出演

### テレビ番組
- りえむら（2004年 - 2005年、関西テレビ）
- 南海パラダイス! → 南パラZ!（2005年 - 2009年、関西テレビ）
- 春の高校バレー全国大会中継（2006年・2007年、フジテレビ） - リポーター
- ビーバップ!ハイヒール（2009年、朝日放送） - 常連ゲスト
- ベリータ（2009年、毎日放送） - ベリータガールとしてゲストインタビューなどを担当
- ビジネス新伝説 ルソンの壺（2009年、NHK大阪放送局） - リポーター
- ええやん！（2009年、J:COM）
- 満たして!好奇心（2010年、関西テレビ）
- ランキンくえすと（2010年、関西テレビ）
- ビジネスカンサイ（2010年 - 2015年、関西テレビ）
- どれ☆きよ天気予報（2011年 - 2012年、毎日放送）
- スマホとおさんぽ。（2013年 - 2014年、毎日放送）
- 発見たまご！ころころコロンブス（2015年 - 、関西テレビ）
- 朝生ワイド す・またん!（2015年 - 、読売テレビ） - 「まるトクZIP!」リポーター、2018年8月以降「関西ラーメンファイル」担当

### テレビドラマ
- よろず刑事 第9話（2006年、朝日放送）
- 新・いのちの現場から2（2006年、毎日放送）
- 家族善哉（2006年 - 2007年、毎日放送） - 石井美佐緒 役
- 2代目桂ざこば芸歴45周年＆還暦記念ドラマ 子ほめ（2007年、関西テレビ） - 桂家朝実 役
- H-code 2nd〜私が愛した賞金稼ぎ〜（2008年、朝日放送）
- DRAMATIC-J ノンノンフィクション「室家に何が起こったか」「B.A.D.なふたり」（2008年、関西テレビ）
- その街の今は（2010年、関西テレビ） - 自転車に乗った女性 役、浴衣の女性 役（二役）
- かんさい特集 やさしい花（2011年、NHK大阪放送局） - アオイ 役
- 連続テレビ小説 カーネーション（2011年、NHK） - 菊乃 役
- 堀江ブギーデイズ 第2話（2012年、関西テレビ） - アヤの店の同僚 役
- 必殺仕事人2012（2012年、朝日放送・テレビ朝日）
- 東野圭吾ミステリーズ 第3話「エンドレス・ナイト」（2012年、フジテレビ）
- 呪報2405 ワタシが死ぬ理由 第6話（2012年、関西テレビ） - 渡辺瑞穂 役
- 連続テレビ小説 純と愛 第25話・第26話・総集編（2012年、NHK） - 謙次の浮気相手 役
- 連続テレビ小説 ごちそうさん（2013年、NHK） - 豆奴 役
- ちかえもん 第1話（2016年、NHK）
- 女子的生活 第4話（2018年、NHK）
- 刑事ゼロ 第4話（2019年、テレビ朝日） - 河合絵里香 役
- 閻魔堂沙羅の推理奇譚 第2回（2020年11月7日、NHK） - 江藤未羽 役

### ラジオ番組
- U.K. BEAT FLYER 1179（2008年4月 - 2009年3月、MBSラジオ） - 2代目アシスタント
- 上泉雄一のええなぁ!（2009年4月 - 9月、MBSラジオ） - 金曜コーナー進行。レギュラー降板後にも不定期で出演。
- happiness!!（2012年12月 - 2015年9月、エフエム大阪）
- Mashup2!（2014年4月 - 、エフエム大阪）
- LOVE FLAP（2015年10月 - 2019年9月、エフエム大阪）
- 赤maru（2019年10月 - 、エフエム大阪）
- 赤松悠実のジャバっと解決！！supported by 洗車のジャバ（2021年4月-2022年3月、エフエム大阪）

### 映画
- かぞくのひけつ（2006年）
- YOSHIMOTO DIRECTOR'S 100 〜100人が映画撮りました〜「ゆびみず」（2007年）[8]
- 阪急電車　片道15分の奇跡 （2011年）
- FLY！　平凡なキセキ　（2012年）

### 舞台
- テノヒラサイズの人生大車輪（2010年9月14日・15日、HEP HALL）
- テノヒラサイズの人生大車輪（2010年9月22日 - 26日、池袋小劇場）
- テノヒラサイズの人生大車輪（2016年7月5日・6日、ABCホール）
- テノヒラサイズの人生大車輪'17（2017年6月23日 - 25日、ABCホール）
- こちらトゥルーロマンス株式会社（2019年4月4日 - 7日、HEP HALL）

## リリース作品

### 写真集
- ゆうまよい（2006年8月25日、スタジオワープ、撮影：霜越春樹）ISBN 978-4903451138

### DVD
- 悠艶 赤松悠実（2010年7月30日、スパイスビジュアル）